# Araripeberotha fairchildi
Araripeberotha fairchildi (лат.) — ископаемый вид сетчатокрылых насекомых из рода Araripeberotha из семейства беротиды (Berothidae). Обнаружены в нижнемеловых отложениях Южной Америки (Crato Formation, Бразилия).
Вид был впервые описан в 1990 году бразильскими палеоэнтомологами Р. Мартинс-Нето (Martins-Neto R. G.) и М. Вулкано (Vulcano M. A.).
Вместе с другими ископаемыми видами сетчатокрылых насекомых, такими как Paraberotha acra, Libanosemidalis hammanaensis, Banoberotha enigmatica, Alloberotha petrulevicii, Sinosmylites rasnitsyni, Oisea celinea, Eorhachiberotha burmitica, Raptorapax terribilissima, Oloberotha sinica, Ethiroberotha elongata, Caririberotha martinsi, Dasyberotha eucharis, Chimerhachiberotha acrasarii являются одними из древнейших представителей беротид и всего отряда Neuroptera в целом, что было показано в 2011 году при ревизии палеофауны палеоэнтомологами Владимиром Макаркиным (Биолого-почвенный институт ДВО РАН, Владивосток) и его китайскими коллегами Ц. Яном и Д. Жэнем (Qiang Yang, Dong Ren; College of Life Sciences, Capital Normal University, Пекин, Китай).